# فهرست محله های استتن آیلند
این فهرستی از محله‌ها در استتن آیلند، یکی از پنج بخش شهر نیویورک است.
- آنادال
- آردن هایتس
- آرلینگتون
- آروچار
- بی تراس
- بلومفیلد
- برایتون هایتس
- سر بولز
- کسلتون کرنرز
- چارلستون
- چلسی
- کلیفتون
- کنکورد
- Dongan Hills
- Egbertville
- Elm Park
- Eltingville
- امرسون هیل
- فورت وادسورث
- گرانیت ویل
- گرانت سیتی
- گراسمیر
- گریت کیلز
- گرینریج
- گریمز هیل
- همیلتون پارک
- هارتلند ویلیج، استاتن آیلند هارتلند ویلیج
- هیوگنات
- لایتهوس هیل
- لیوینگستون
- مانور هایتس
- جفرسون
- مارینرز هاربر
- مایرز کرنرز
- میدلند بیچ
- نیو برایتون
- نیو دراپ
- نیو اسپرینگ ویل
- اوک‌وود
- اولد اولد پلیس
- اولد تاون
- پلزنت پلینز
- پورت آیوری
- پورت ریچموند
- خلیج پرنس
- رندال مانور
- دره ریچموند
- ریچموندتاون
- رزبانک
- راسویل
- سنت جورج
- سندی گراووند
- شور ایکرز
- سیلور لیک
- ساوث بیچ
- استپلتون
- استپلتون هایتس
- سانی ساید
- تاد هیل
- تامپکینزویل
- تاتنویل
- تاتنویل بیچ
- تراویس
- وارد هیل
- وست نیو برایتون
- وسترلی
- ویلوبروک
- وودرو